# بيت المالكي (حفاش)

تعديل مصدري - تعديل

بيت المالكي هي إحدى قرى عزلة راس الاحجول بمديرية حفاش التابعة لمحافظة المحويت، بلغ تعداد سكانها 119 نسمة حسب تعداد اليمن لعام 2004.